# Peterborough Business Airport
Peterborough Business Airport (engelska: Conington Airport) är en flygplats i Storbritannien.   Den ligger i grevskapet Cambridgeshire och riksdelen England, i den sydöstra delen av landet, 110 km norr om huvudstaden London. Peterborough Business Airport ligger 10 meter över havet.
Terrängen runt Peterborough Business Airport är platt. Runt Peterborough Business Airport är det ganska tätbefolkat, med 179 invånare per kvadratkilometer. Närmaste större samhälle är Peterborough, 11,8 km norr om Peterborough Business Airport. Trakten runt Peterborough Business Airport består till största delen av jordbruksmark.